# Ashfield (Massachusetts)
Ashfield – miasto w Stanach Zjednoczonych, w stanie Massachusetts, w hrabstwie Franklin.